# Lindavista, Amatán
Lindavista är en ort i Mexiko.   Den ligger i kommunen Amatán och delstaten Chiapas, i den sydöstra delen av landet, 700 km öster om huvudstaden Mexico City. Lindavista ligger 402 meter över havet och antalet invånare är 102.
Terrängen runt Lindavista är lite bergig. Runt Lindavista är det ganska tätbefolkat, med 70 invånare per kvadratkilometer. Närmaste större samhälle är Amatán, 3,5 km söder om Lindavista. I omgivningarna runt Lindavista växer i huvudsak städsegrön lövskog.